# Systém blízké obrany

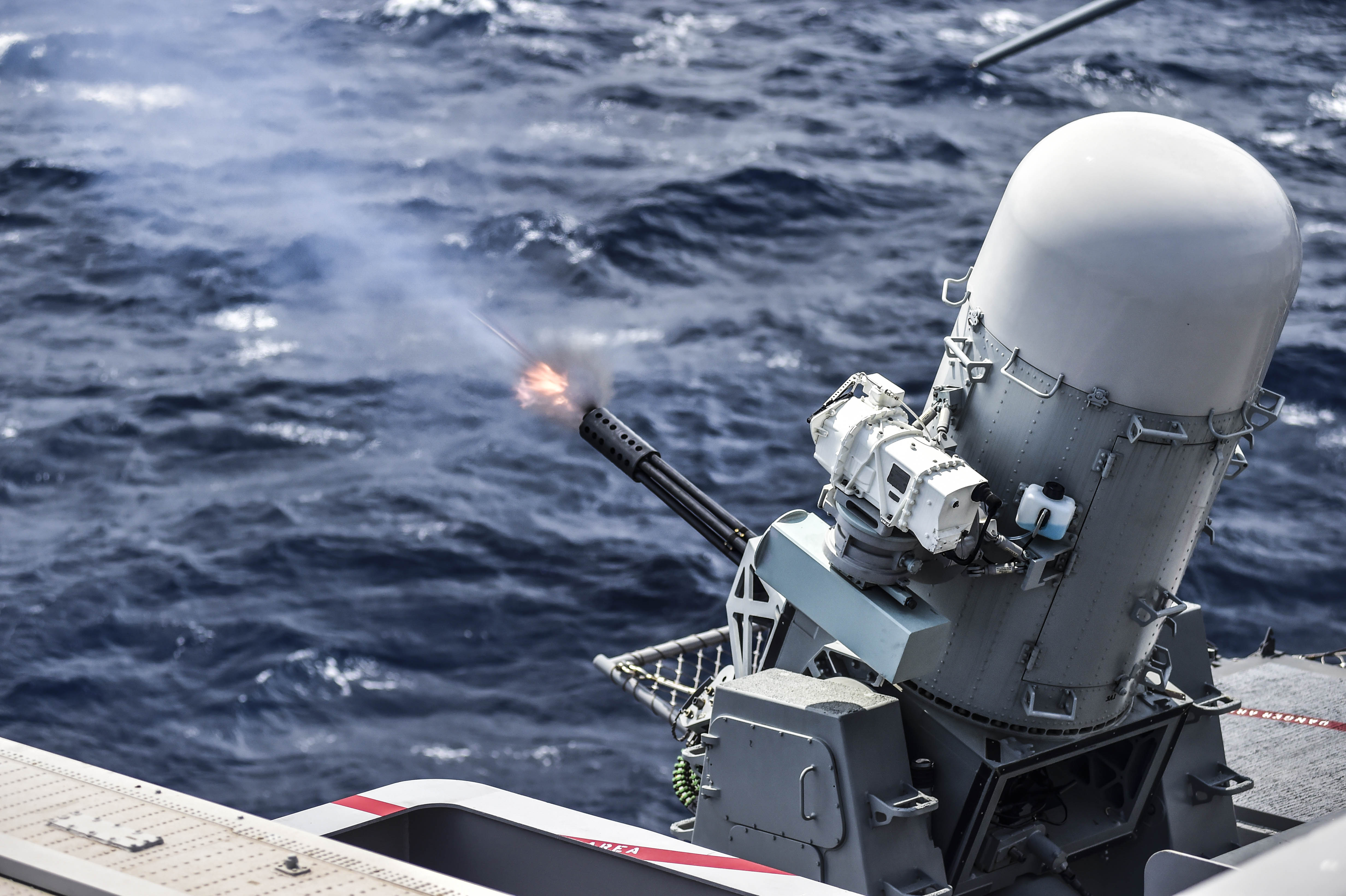
Americký systém blízké obrany Phalanx

Systém blízké obrany (anglicky Close-In Weapon System, zkráceně CIWS) je zbraňový systém bodové obrany, který slouží k ničení raket a letadel. Představuje poslední linii obrany před takovými cíli. Systémy jsou nainstalovány skoro na všech moderních válečných lodích a existují také i v pozemních verzích (anglicky Counter Rocket, Artillery, and Mortar, zkráceně C-RAM). Systémy blízké obrany existují v hlavňových, raketových i laserových verzích.

## Hlavňové systémy blízké obrany

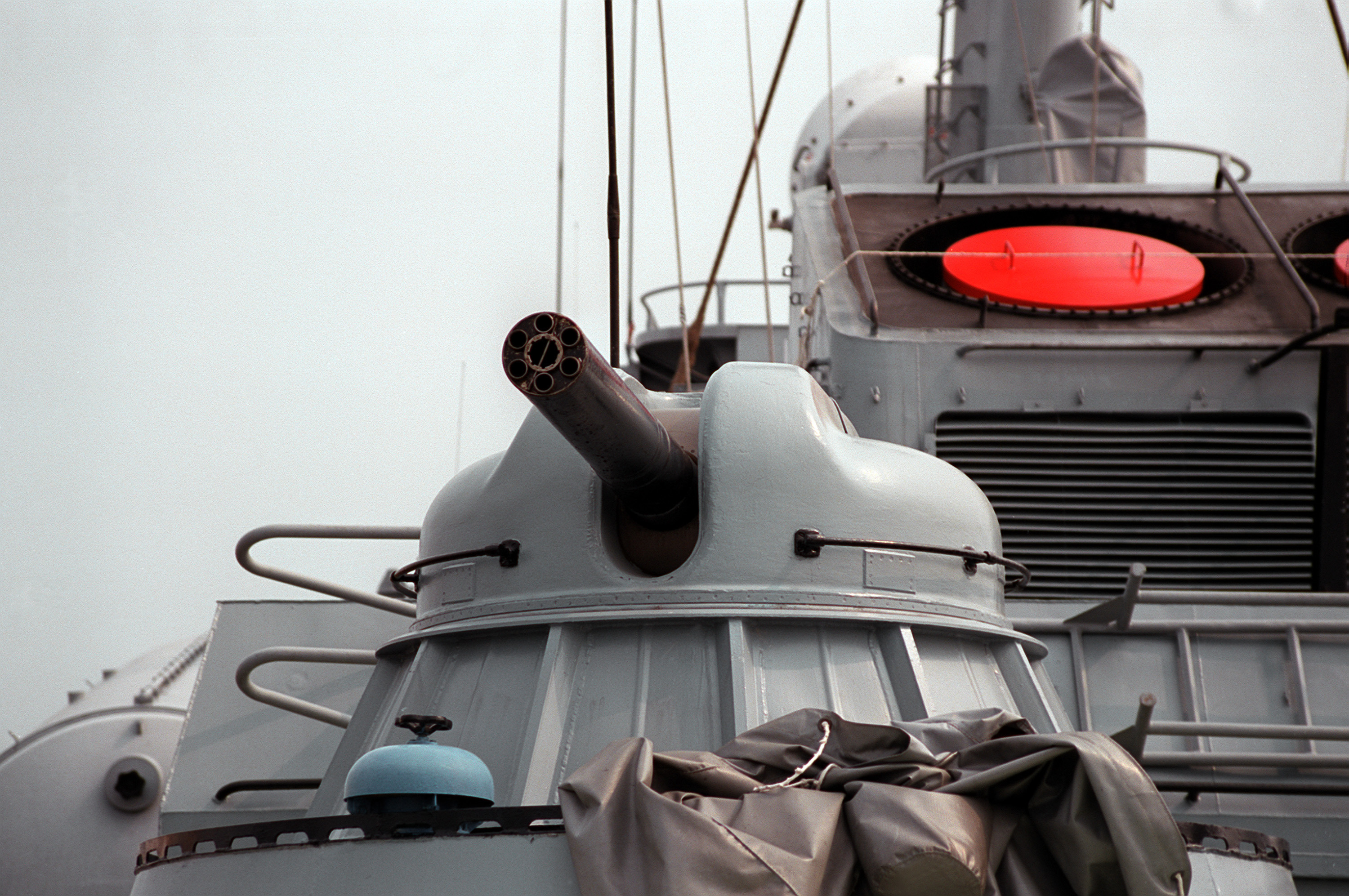
Ruský hlavňový systém blízké obrany AK-630

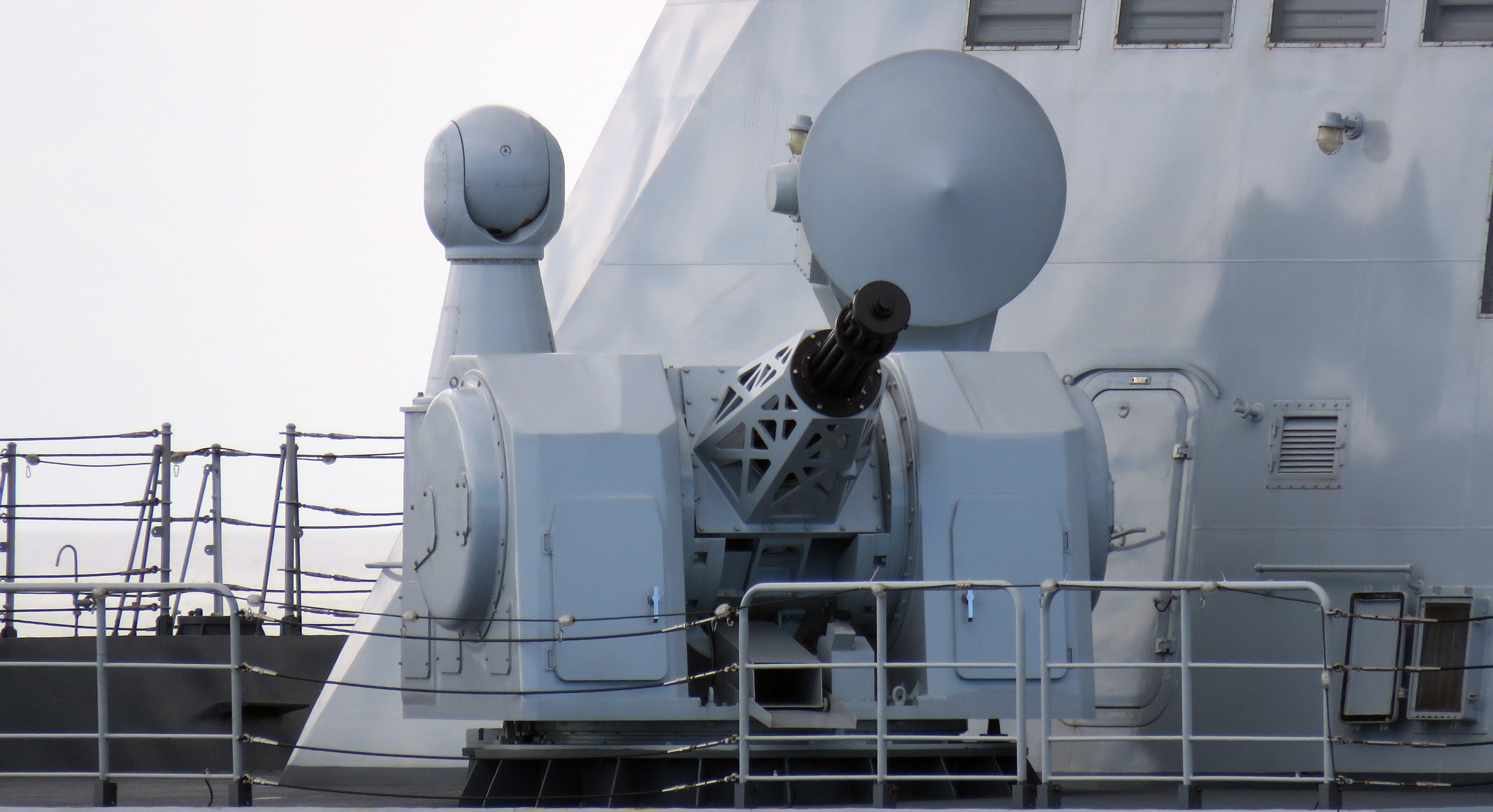
Čínský hlavňový systém blízké obrany Typ 730

Hlavňové systémy blízké obrany využívají ke zničení nepřátelských cílů automatické kanóny. Systém se ještě skládá z radarů a počítačů.

### Hlavňové systémy blízké obrany v provozu
- AK-630
- Aselsan Gökdeniz
- DARDO
- Denel
- Goalkeeper
- 3K87 Kortik
- 3K89 Palaš
- Meroka
- Myriad
- Oerlikon Millennium
- Phalanx
- Seaguard
- Typ 730
- Typ 1130
- Pancir-M

## Raketové systémy blízké obrany

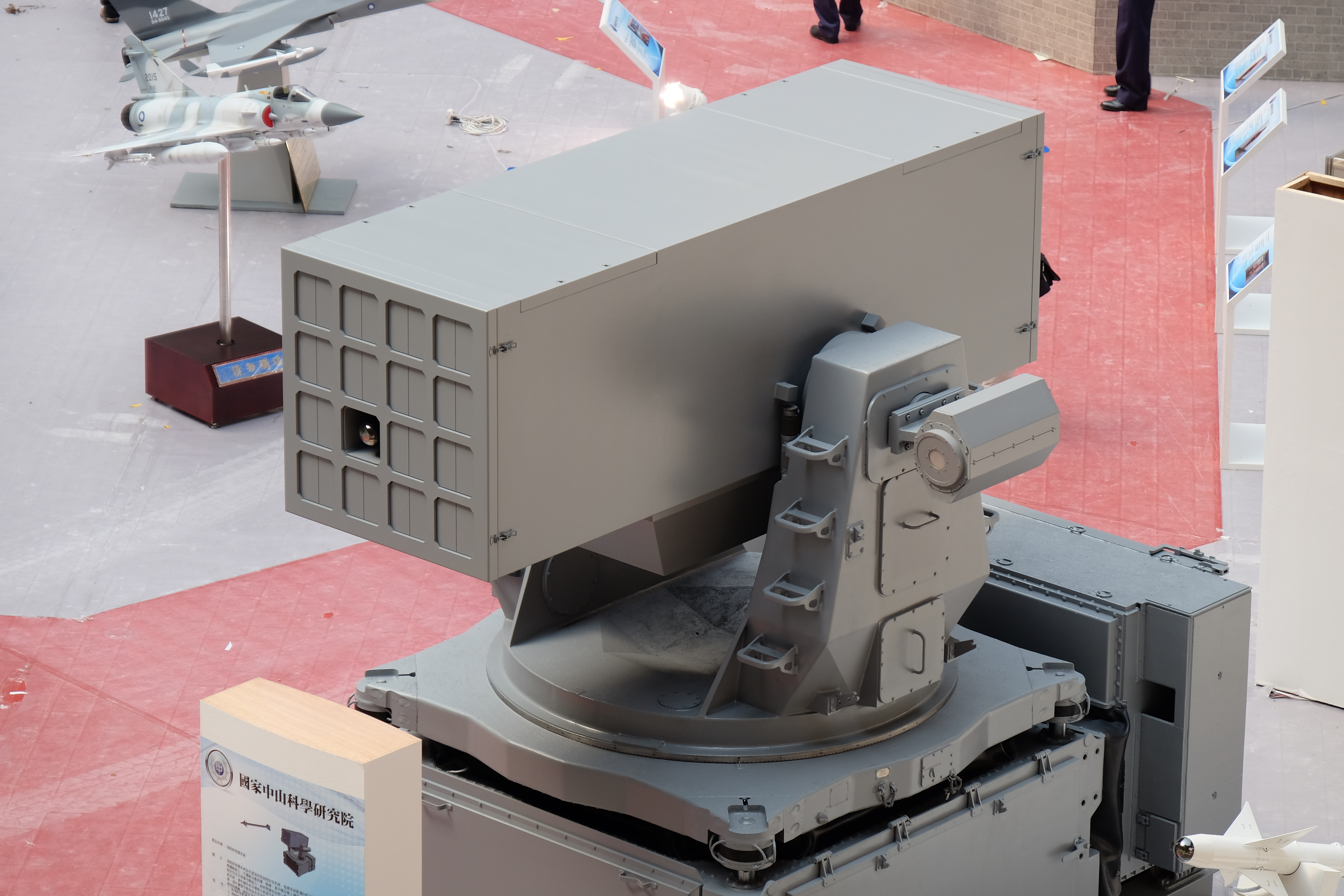
Tchajwanský raketový systém blízké obrany Sea Oryx

Raketové systémy blízké obrany ničí nepřátelské cíle pomocí raket, kterou jsou naváděny radarem.

### Raketové systémy blízké obrany v provozu
- 9M337 Sosna-R
- HQ-10
- Pancir-S1
- RIM-116 RAM
- Sea Oryx
- 9K330 Tor

## Laserové systémy blízké obrany

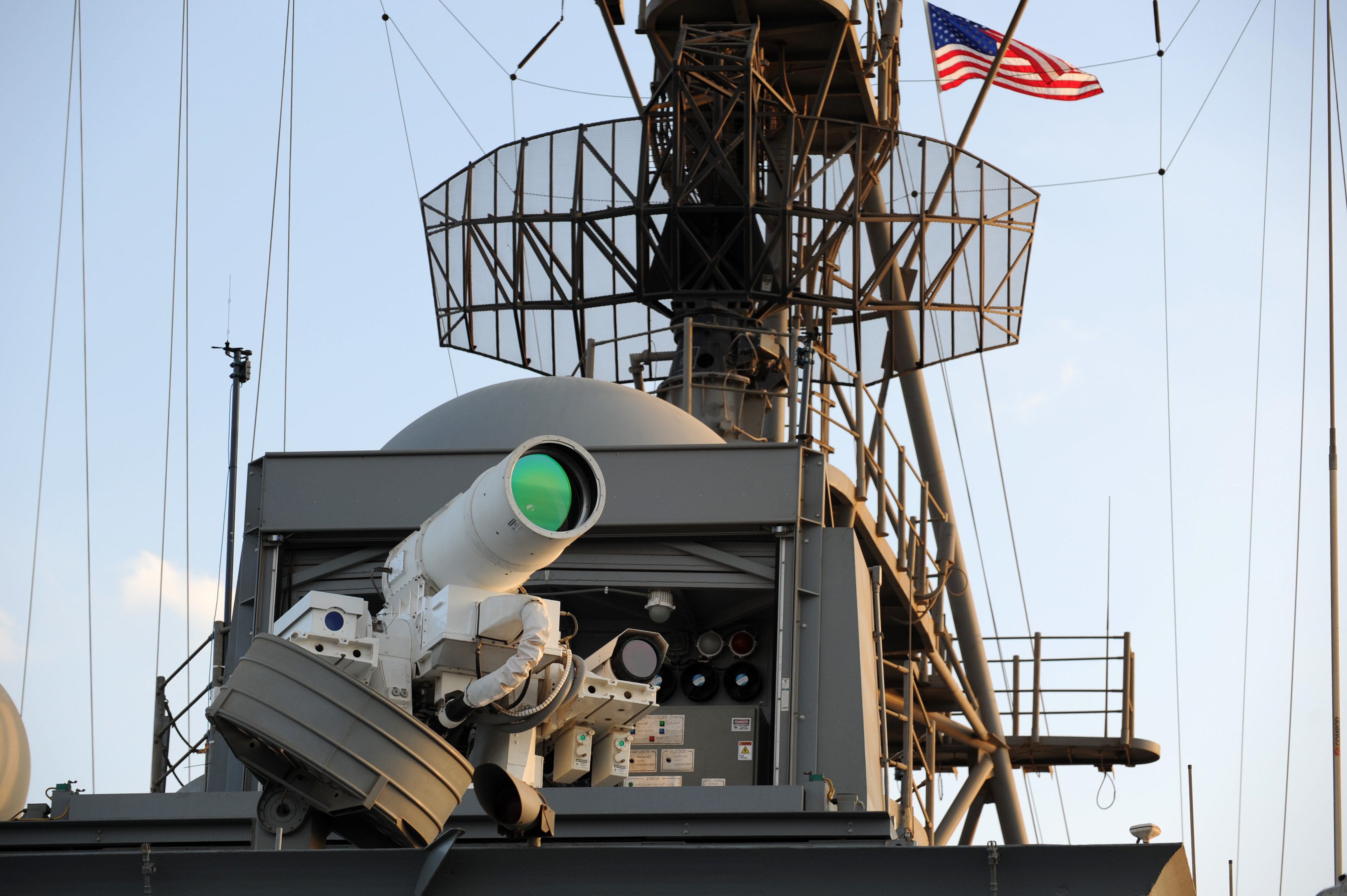
Americký laserový systém blízké obrany AN/SEQ-3

Laserové systémy blízké obrany jsou v současnosti zkoumány. Námořnictvo Spojených států amerických v srpnu 2014 nasadilo svůj první laserový systém v Perském zálivu na výsadkové lodi typu Amphibious Transport Dock USS Ponce (LPD-15). Turecko je po USA druhou zemí, která vyvinula a otestovala laserový systém blízké obrany.